# Christophe Colomb (film, 1949)
Pour les articles homonymes, voir Christophe Colomb (homonymie).
Pour plus de détails, voir Fiche technique et Distribution.
Christophe Colomb (Christopher Columbus) est un film britannique réalisé par David MacDonald en 1949.

## Synopsis
En 1486, Christophe Colomb se rend à la cour d'Espagne, afin de convaincre la reine de financer son projet d'une nouvelle route maritime vers les Indes, par l'ouest. Six ans plus tard, en 1492, sa demande ayant enfin été acceptée, Colomb s'embarque avec son équipage à bord de la Niña, la Pinta et la Santa María.

## Fiche technique
- Titre : Christophe Colomb
- Titre original : Christopher Columbus
- Réalisateur : David MacDonald
- Assistant-réalisateur : Don Weeks
- Scénario : Cyril Roberts, Muriel et Sydney Box, d'après le roman (non crédité) de Rafael Sabatini Columbus
- Directeur de la photographie : Stephen Dade
- Cameraman : David Harcourt
- Musique : Arthur Bliss (et Doreen Carwithen, musique additionnelle), dirigée par Muir Mathieson
- Directeur artistique : George Provis
- Décors : Maurice Carter
- Costumes : Elizabeth Haffenden et (non créditée) Joan Ellacott
- Montage : Vladimir Sagovsky (crédité V. Sagovsky)
- Producteur : A. Frank Bundy, pour la Gainsborough Pictures
- Distributeur : RANK entreprises
- Genre : film historique
- Format : couleurs (Technicolor) Consultant technicolor Nathalie Kalmus
- Durée : 99 minutes
- Dates de sorties :  Royaume-Uni : 14 juin 1949 /  France : 13 avril 1951

## Distribution
(dans l'ordre du générique de fin)
- Fredric March  (V.F : Marc Valbel) : Christophe Colomb, le navigateur génois qui découvrit l'Amérique
- Florence Eldridge (V.F : Cécile Didier) : la reine Isabelle Ire de Castille
- Francis L. Sullivan  (V.F : Pierre Morin) : Francisco de Bobadilla, l'ennemi de Colomb
- Kathleen Ryan : Beatriz Enríquez de Arana, la maîtresse de Colomb
- Derek Bond : Diego de Arana, un marin de Castille, compagnon de Colomb
- Nora Swinburne  (V.F : Paula Dehelly) : Juana de Torres
- Abraham Sofaer : Louis de Santangel
- Linden Travers  (V.F : Claire Guibert) : Beatriz Enriquez de Peraza
- James Robertson Justice : Martín Alonso Pinzón, le commandant de la Pinta
- Dennis Vance : Francisco Pinzon, le pilote de la Pinta
- Richard Aherne : Vicente Pinzon, le commandant de la Niña
- Felix Aylmer : le père Perez, l'ancien confesseur de la reine
- Francis Lister  (V.F : René Fleur) : le roi Ferdinand II d'Aragon
- Edward Rigby : Pedro
- Niall MacGinnis (V.F : Jean-Henri Chambois) : Juan de la Cosa, cartographe compagnon de Colomb
- Ralph Truman : le capitaine
- Ronald Adam : Talavera
- Guy Le Feuvre  (V.F : Maurice Dorléac) : l'amiral
- Lyn Evans : Lope
- David Cole : Diego Colomb, fils de Colomb
- Hugh Pryse : l'aumônier
- R. Stuart Lindsell : le prieur
- William Monroe Cypert : Antonio Camino (non crédité)
- Thelma Grigg : une dame de compagnie (non crédité)
- Anthony Steel : un messager (non crédité)